# Forró nyári éjszakák
A Forró nyári éjszakák (eredeti cím: Hot Summer Nights) 2017-ben bemutatott amerikai neo-noir bűnügyi filmdráma, amelyet Elijah Bynum írt és rendezett. A főbb szerepekben Timothée Chalamet, Maika Monroe, Alex Roe, Maia Mitchell, William Fichtner, Thomas Jane és Emory Cohen látható.
A film premierje 2017. március 13-án volt a South by Southwest rendezvényen. 2018. június 28-án mutatták be a DirecTV Cinema forgalmazásában, az A24 pedig július 27-én kezdte meg a korlátozott számú mozibemutatót. Magyarországon a HBO Max mutatta be 2023. június 16-án.

## Cselekmény
1991-ben Daniel, egy esetlen tinédzser, édesanyja kérésére a nyarat nagynénjénél tölti Cape Codon apja halála után. Eleinte nem lelkesedik az ötletért, de hamarosan találkozik Hunter Strawberryvel, a város rosszfiújával. Miközben egy kisboltban dolgozik, Hunter sietve megkéri Danielt, hogy rejtse el a marihuánát a közelgő rendőrök elől. Később üzleti partnerekké válnak, és egy Dex nevű férfitól szerzik be a drogot, akitől figyelmeztetést kapnak: ha keresztbe tesznek neki, annak végzetes következményei lehetnek.
Hunter húga, McKayla a legkívánatosabb lány Cape Codon. Miután az autós moziból menekül a barátja elől, McKayla megkéri Danielt, hogy vigye haza. Hunter megtiltja Danielnek, hogy találkozzon a húgával, de a fiú nem tud ellenállni neki. A nyári karneválon váratlanul megcsókolja McKaylát, ami miatt a lány barátja és annak barátai alaposan helybenhagyják. Daniel és McKayla titokban randizni kezdenek. Eközben Hunter kapcsolatba kerül Amyvel, Frank Calhoun őrmester lányával, aki gyanakodni kezd lánya hollétére.
A marihuána árusítása rendkívül jövedelmezővé válik, és Daniel és Hunter rengeteg pénzt keresnek. Sikereik és az életükben növekvő feszültségek összefonódnak a közelgő Bob hurrikánnal, amely hamarosan eléri Cape Codot. Daniel kokainnal akar üzletelni Dex tudta nélkül, de Dex rájön, és megparancsolja Hunternek, hogy ölje meg Danielt. Hunter azonban figyelmezteti Danielt, hogy meneküljön el, és soha ne térjen vissza. Amikor Dex rátalál Hunterre, megöli őt. Daniel a vihar közepette McKayla házához siet, de a lány elment, hogy kibéküljön a bátyjával. McKayla percekkel bátyja meggyilkolása után találja meg Hunter holttestét, majd elmenekül a városból. A narrátor szerint Danielt és McKaylát soha többé nem látta senki.

## Szereplők
| Szerep           | Színész           | Magyar hang      |
| ---------------- | ----------------- | ---------------- |
| Daniel           | Timothée Chalamet | Kenéz Ágoston    |
| McKayla          | Maika Monroe      | Staub Viktória   |
| Hunter           | Alex Roe          | Lengyel Benjámin |
| Amy              | Maia Mitchell     | Antóci Dorottya  |
| Shep             | William Fichtner  | Schnell Ádám     |
| Calhoun őrmester | Thomas Jane       | László Zsolt     |
| Dex              | Emory Cohen       | Orosz Ákos       |
| Blair Prescott   | Alexander Biglane | L. Nagy Attila   |
| Ponytail         | Jack Kesy         | Mészáros András  |
| Okie             | Reece Ennis       | Mikecz Estilla   |

### Magyar változat
- Magyar szöveg: Kiss Barnabás
- Vágó: Házi Sándor
- Hangmérnök: Policza Imre
- Gyártásvezető: Újréti Zsuzsa
- Szinkronrendező: Aprics László
- Produkciós vezető: Dallos Miklós

A szinkront az Iyuno Hungary készítette el.

## A film készítése
2015. március 26-án bejelentették, hogy Elijah Bynum rendezőként debütál a 2013-as Fekete listás forgatókönyvével, a Forró nyári éjszakák című filmmel, amely 1991-ben Cape Codban játszódik. Az Imperative Entertainment cég Bradley Thomasszal és Dan Friedkinnel együtt finanszírozta és gyártotta a filmet. 2015. június 24-én Maika Monroe, Timothée Chalamet és Alex Roe kapták meg a főszerepeket. Később Maia Mitchell, Emory Cohen és Thomas Jane is csatlakozott a szereplőgárdához.
A forgatás 2015 augusztusában kezdődött a Georgia állambeli Atlantában.

## Bemutató
A Forró nyári éjszakák premierje 2017. március 13-án volt a South by Southwest rendezvényen. 2017 szeptemberében az A24 és a DirecTV Cinema megvásárolta a film forgalmazási jogait. A DirecTV Cinema 2018. június 28-án mutatta be, majd az A24 2018. július 27-én korlátozott számú mozikban is megjelentette.